# Soliloquy of Sappho before Precipitating Herself from the Rock of Leucadia
Soliloquy of Sappho before Precipitating Herself from the Rock of Leucadia – wiersz amerykańskiej poetki Margaret Agnew Blennerhassett, będący – jak zaznaczyła autorka – opracowaniem wcześniejszego utworu francuskiego poety Charles'a Alberta Demoustiera, opublikowany w tomie The Widow of the Rock, and Other Poems, wydanym w Montrealu w 1824. Utwór odwołuje się do rozpowszechnionej legendy, jakoby Safona rzuciła się w przepaść z powodu nieszczęśliwej, nieodwzajemnionej miłości. Utwór składa się ze strof czterowersowych.
May the cold wave that now will receive me
From this burning bosom efface
All remembrance of grief, now I leave thee
Great Neptune receive love’s last trace!
Thy cold arms at last I will brave,
Great Cupid! thy victim no more!
My last tears shall blend with the wave,
But oh! I shall then love no more!